# Compsistis
Compsistis is een geslacht van vlinders van de familie sikkelmotten (Oecophoridae), uit de onderfamilie Depressariinae.

## Soorten
- C. bifaciella (Walker, 1864)
- C. caerulipalpis Meyrick, 1921
- C. homochorda Meyrick, 1921
- C. labyrinthias Meyrick, 1921
- C. macrochorda Meyrick, 1921
- C. malacoscia Meyrick, 1921